# オノレ・ド・バルザック
オノレ・ド・バルザック（フランス語: Honoré de Balzac 発音例, 1799年5月20日 - 1850年8月18日）は、19世紀のフランスを代表する小説家。ド・バルザックの「ド」は、貴族を気取った自称である。
イギリスの作家サマセット・モームは、『世界の十大小説』のなかで、バルザックを「確実に天才とよぶにふさわしい人物」と述べている。バルザックは90篇の長編・短編からなる小説群『人間喜劇』を執筆した。これは19世紀ロシア文学（ドストエフスキー、トルストイ）のさきがけとなった写実的小説群である。『レ・ミゼラブル』で著名なヴィクトル・ユーゴーや、アレクサンドル・デュマ（大デュマ）の親友でもあった。

## 生涯・人物
1799年、トゥールで生まれた。父親はトゥールの要職にある実務家、母親はパリ育ちで夫より30歳あまり年下だった。幼少時代からあまり母親に愛されず、生後すぐにトゥール近郊に住む乳母に預けられた。その後、寄宿学校に入れられて1807年から1813年まで孤独な少年時代を送る。その6年間に母親が面会に訪れたのは2度だけだった。母親からの愛の欠乏と、その後の彼の人生における女性遍歴の多さは、関連づけて言及されることが多い。妹ロール（Laure Surville Nee De Balzac, 1800-1871）は、兄の没後間もない1851年に、回想記「わが兄バルザック Les Femmes de Honoré de Balzac」を著した。

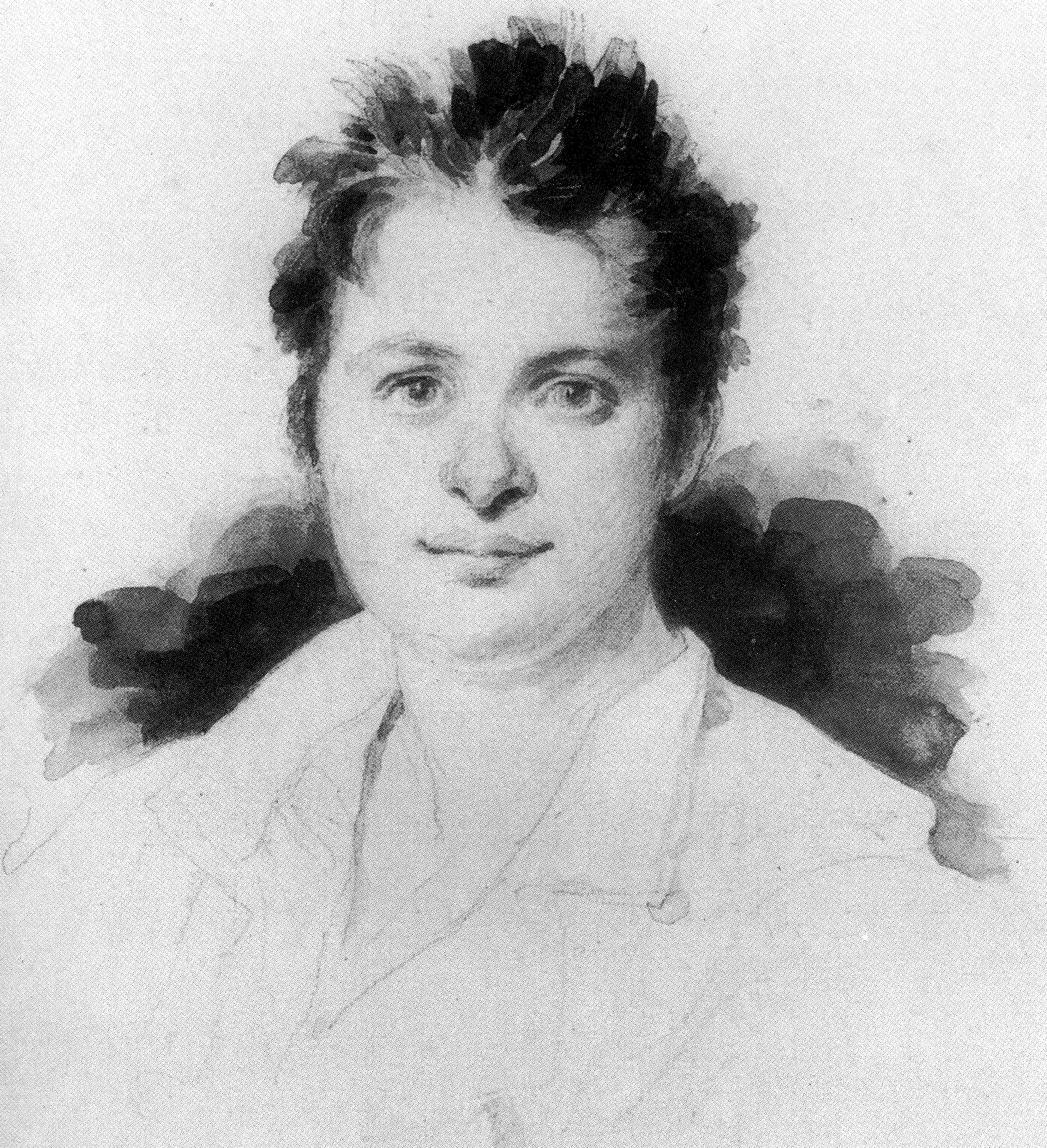
1820年代中期に描かれたバルザックの肖像画

母親アンヌ＝シャルロット＝ロールは神経質な人物であり、宗教家サン＝マルタンやエマヌエル・スヴェーデンボリらの神秘思想やフランツ・アントン・メスメルの動物磁気に傾倒する神秘主義者でもあった。そのことがバルザックに多大な影響を与え、「セラフィタ」などの怪奇・幻想的なバルザック作品にも受け継がれた。なお、バルザックは自分の母親について「おれを滅茶苦茶にしたのはお袋の奴だ」と終始主張していたという。
1814年、父の仕事がきっかけで一家はパリへ引っ越す。バルザックはソルボンヌ大学に聴講生として通い、法科大学の入学試験に合格。父の退官によりパリ郊外へ引っ越すことになったとき、1人でパリに残り創作活動を始める。両親は息子が公証人になることを希望したが、バルザックはそれを拒んだ。1825にはマレ街に印刷所を起こして破産も経験した。当初は屋根裏部屋で生活し、その生活の様子は『麤皮（あら皮）』などの初期の小説に反映されてもいる。1829年以降、『ふくろう党』、『結婚の生理学』、『私生活情景』を発表し、1831年の『麤皮』で成功する。
バルザックの小説執筆スタイルは以下のようなものであった。まずコーヒーを牛飲し
、主として夜間に長時間にわたって、何回も推敲を繰り返しながら執筆した。執筆が終わると、疲れをおしてすぐに社交界に顔を出した。
小説を書いている以外の時間は、社交界でご馳走をたらふく食べるか、知人と楽しく過ごすかのいずれかに費やされた。もはや伝説になっているバルザックの大食いは、（糖尿病が原因と思われる）晩年の失明や、死因となった腹膜炎を引き起こしたと思われる。借金も豪放、食事も豪胆であった。事業の失敗や贅沢な生活のためにバルザックがつくった莫大な借金は、ついに彼自身によって清算されることはなく、晩年に結婚したポーランド貴族の未亡人ハンスカ伯爵夫人の巨額の財産がその損失補填にあてられた。
かかりつけの仕立て屋は、ビュイソン（Buisson）だったが、勘定は支払わず、代わりに作品の中で名前を出して宣伝をした。

## 作風

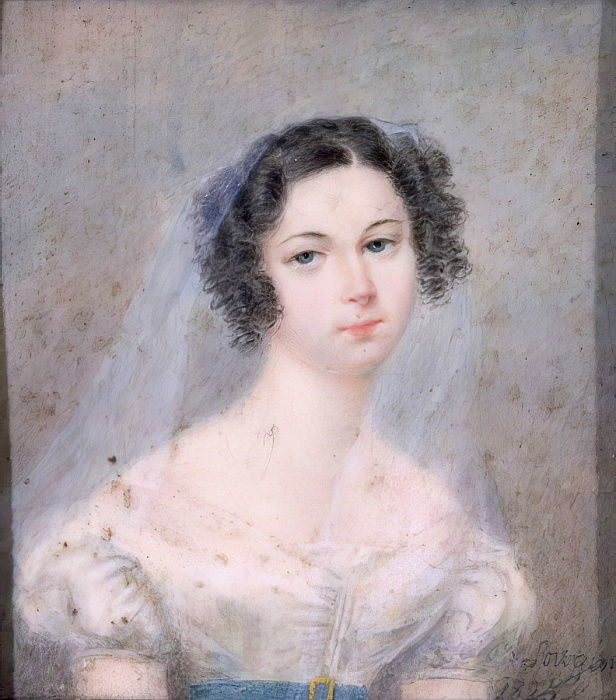
バルザックの妻エヴェリーナ・ハンスカ(1825年)

バルザックの小説の特性は、社会全体を俯瞰する巨視的な視点と同時に、人間の精神の内部を精密に描き、その双方を鮮烈な形で対比していくところにある。そうした社会と個人の関係の他に、芸術と人生、欲望と理性、男と女、聖と俗、霊と肉といった様々な二元論をもとに、時に諧謔的に、時に幻想的に、時にサスペンスフルにと、様々な種類の人間を描くにあたって豊かな趣向を凝らして書かれた諸作品は、深刻で根源的なテーマを扱いながらもすぐれて娯楽的でもある。高潔な善人が物語に登場することも少なくなく、かれらは偽善的な社会のなかで生きることに苦しみながら、ほぼ例外なく苦悩のうちに死んでいく（『ゴリオ爺さん』、『谷間のゆり』など）。その長くはない生涯において実に多彩な傾向の物語を著しつづけた天才的な才能の持ち主であり、多作・速筆にも関わらずアイデアが尽きることはなかった。社会におよそ存在しうるあらゆる人物・場面を描くことによってフランス社会史を形成する壮大な試み『人間喜劇』を構想したが、その死によって中絶した。
パリの死刑執行人シャルル＝アンリ・サンソンと親しく交際があったと言われており、『サンソン回想録』を執筆している。また、当時文壇を席巻していたロマン主義文学の担い手であったヴィクトル・ユーゴー、アレクサンドル・デュマ（大デュマ）とは親友の間柄であり、友人達によるロマン主義の影響下で彼の作風は醸成されたとも言える。

## 主な作品
- 1831年 『ツールの司祭』"Le curé de Tours"
- 1832年 『ルイ・ランベール』"Louis Lambert"
- 1833年 『ウジェニー・グランデ』"Eugénie Grandet"
- 1834年 - 1935年 『絶対の探求』"La recherche de l’absolu"
- 1835年 『ゴリオ爺さん』"Le Père Goriot"
- 1836年 『谷間の百合』"Le lys dans la vallée"
- 1836年 『ファチノ・カーネ』"Facino cane"
- 1836年 『サキュバス』"Le Succube"
- 1841年 『村の司祭』"Le Curé de village"
- 1843年 『幻滅』"Illusions perdues"
- 1846年 『従妹ベット』"La cousine Bette"
- 1847年 『従兄ポンス』"Le cousin Pons ou les deux musiciens"
- 1847年 『娼婦たちの栄光と悲惨』"Splendeurs et misères des courtisanes"
- 1855年 『農民』"Les Paysans"

### 作品集（日本語訳）
- 『バルザック全集』東京創元社（全26巻）、新版1973-76年。度々重版（最終巻は書簡集）
- 21世紀に、藤原書店で「人間喜劇　セレクション」（全15巻）が刊行。「作品選集」
- 21世紀に、水声社で「幻想・怪奇小説選集」、「芸術／狂気小説選集」、「愛の葛藤・夢魔小説選集」、「神秘の書」が刊行（計・15巻）。

## 伝記研究
- アンリ・トロワイヤ 『バルザック伝』 尾河直哉訳、白水社
- シュテファン・ツヴァイク 『バルザック』 水野亮訳、早川書房／中公文庫（上下）
- ロベルト・クルティウス 『バルザック論』 小竹澄栄訳、みすず書房
- 鹿島茂・山田登世子共著 『バルザックがおもしろい』 藤原書店
- 鹿島茂・山田登世子編 『バルザックを読む』藤原書店〈1・2〉
- 大矢タカヤス編 『バルザック「人間喜劇」ハンドブック』藤原書店〈1・2〉
- 石井晴一 『バルザックの世界』第三文明社[6]
- 高山鉄男 『バルザック 人と思想』 清水書院・新書、新装版・刊
- 鹿島茂『失われたパリの復元　バルザックの時代の街を歩く』新潮社。大型図版
- 柏木隆雄 『バルザック詳説　『人間喜劇』解読のすすめ』水声社
- 『19世紀フランス文学事典』 古屋健三・小潟昭夫編、慶應義塾大学出版会 - 西尾修が「オノレ・ド・バルザック」の項目を担当
- 武蔵大学図書館に水野亮のバルザック関係の旧蔵書を基にした「水野文庫」がある。

## バルザックと交際した貴族女性達
バルザックは華やかな女性遍歴を繰り広げたが、その多くは貴族階級の年上の女性が相手であり、正式に結婚したのは最晩年のハンスカ夫人のみである。
- ベルニー夫人 - バルザックが自分の母親の如く最も愛した女性。『谷間のゆり』の主人公モルソフ伯爵夫人のモデルとなった。
- ダブランテス公爵夫人
- カストリ侯爵夫人
- エヴェリーナ・ハンスカ伯爵夫人（晩年にバルザックと結婚）
- ギトボニ＝ヴィスコンチ伯爵夫人

## 発言
- 「あらゆる人智の内で、結婚に関する研究が最も遅れている」
- 「もしジャーナリズムが存在しないなら、間違ってもこれを発明してはならない」
- 「孤独はいいものだという事を我々は認めざるを得ない。けれどもまた孤独はいいものだと話し合う事のできる相手を持つことはひとつの喜びである」